# 奇塔拉克

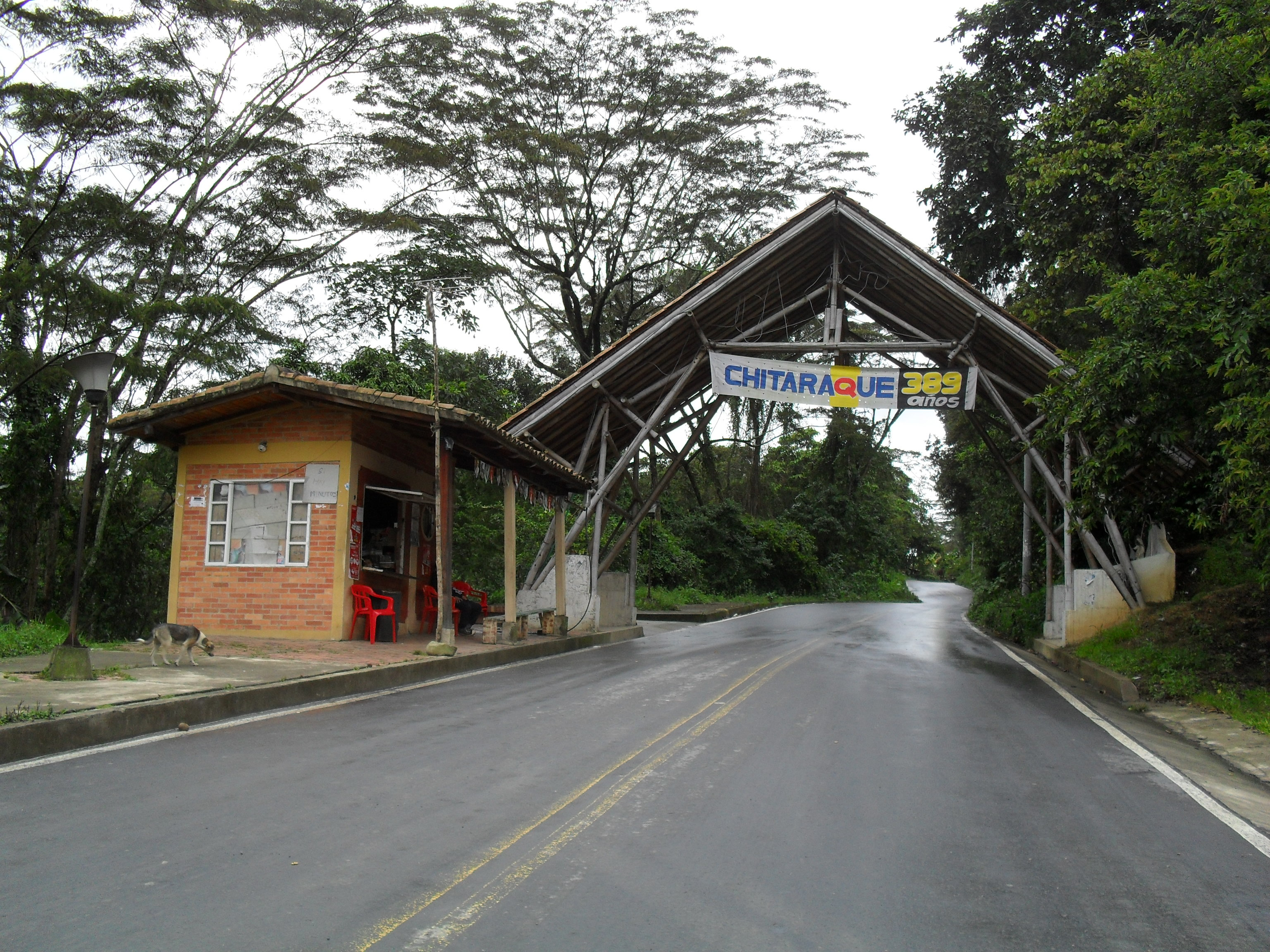
奇塔拉克

奇塔拉克（Chitaraque）是哥倫比亞的城鎮，位於該國東北部，由博亞卡省負責管轄，距離首府通哈105公里，始建於1621年，面積155平方公里，海拔高度1,575米，2005年人口6,500。

## 外部連結
- （西班牙文） Chitaraque official website（页面存档备份，存于）

6°05′N 73°22′W / 6.083°N 73.367°W